# Pilotwings
Pilotwings är ett SNES-spel från 1990, utvecklat och publicerat av Nintendo. Spelet använder Mode 7, och handlar om att utbilda sig till pilot.

### Fotnoter
1. ↑  Jonas Mäki (23 mars 2011). ”Pilotwings Resort”. Gamereactor Sverige. https://www.gamereactor.se/recensioner/26595/Pilotwings+Resort/. Läst 6 juli 2017.